# تأثر مكاني

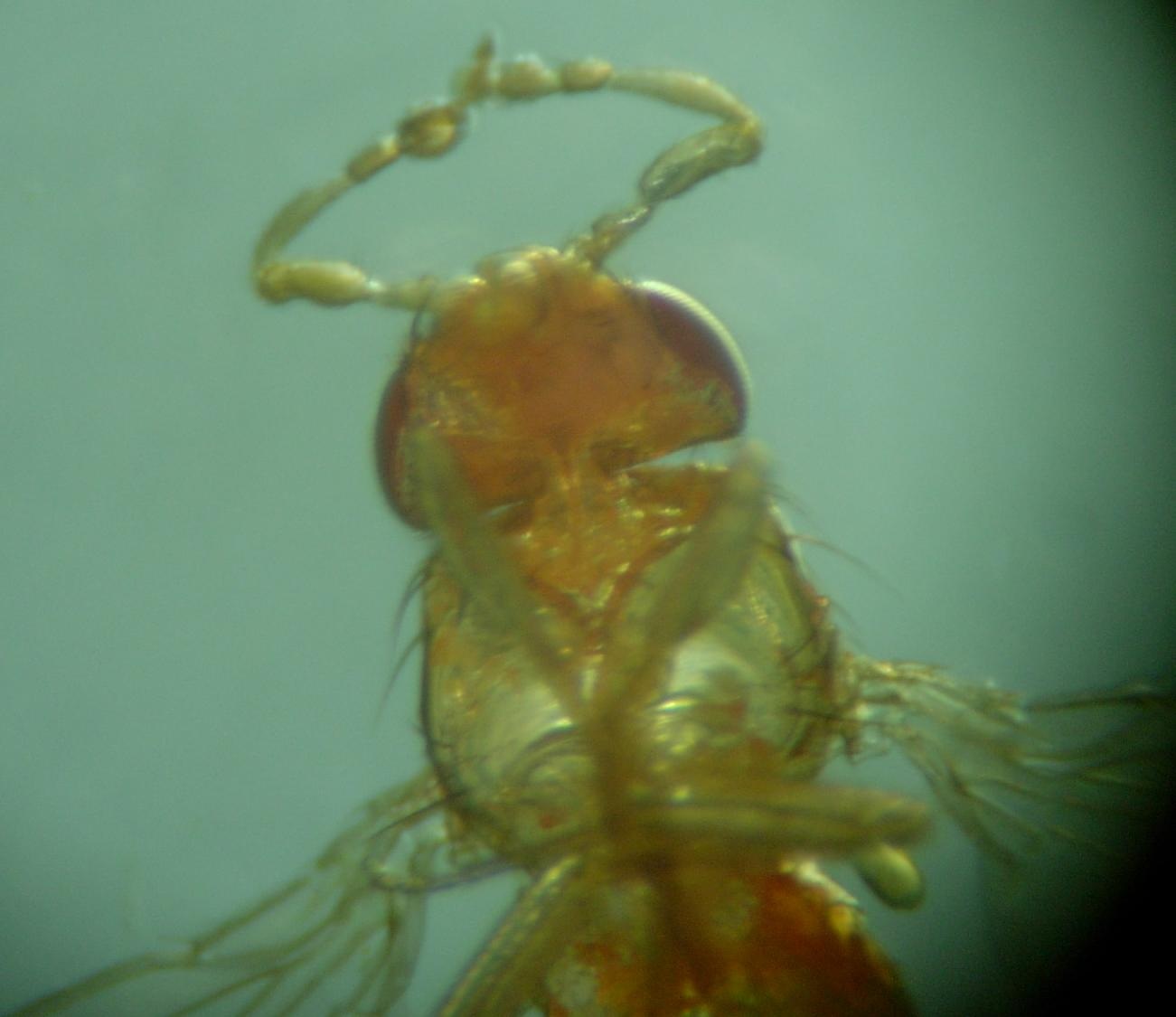

في علم الأحياء التطوري التنموي، التأثر المكاني (بالإنجليزية: Homeosis)‏، هو ناتج تغيرات نمط المكان للتعبير عن الجينات، فمثلاً في إحدى أنواع ذباب الندى تكون مثالاً للتأثر المكاني حيث يحدث بها إزاحة لنمط التعبير عن الجين ما يُنتج زوجين لا زوجاً واحداً من الأجنحة.